# スティーブ・チャーチヤード
スティーブ・チャーチヤード（(Steve Churchyard)）はイギリス出身のレコーディング&ミキシング・エンジニア。ジョージ・マーティンのAIRスタジオ（ロンドン）でキャリアをスタートさせた。現在はアメリカに居住。これまでに4度のグラミー賞を獲得。2008年にフアネスのアルバム『ライフ〜愛と情熱の日々』でラテン・グラミー賞に輝いた。
これまでにINXSやイーグルス、ビリー・ジョエル、セックス・ピストルズ、ミート・ローフ、キース・アーバン、シャキーラ、ジョージ・マイケル、ハンソン、フェイス・ヒル、ザ・ダークネス、スコーピオンズ、アヴリル・ラヴィーン、ケリー・クラークソン、ジョニ・ミッチェル、スージー・アンド・ザ・バンシーズ、プリテンダーズ、ストラングラーズなどのレコーディングに携わった。